# اچ‌ام‌اس ئی۱۷
اچ‌ام‌اس ئی۱۷ (به انگلیسی: HMS E17) یک زیردریایی بود که طول آن ۱۸۱ فوت (۵۵ متر) بود. این زیردریایی در سال ۱۹۱۵ ساخته شد.